# 우월 전략
우월전략(優越戰略, Strategic Dominance)은 게임이론 특히 전략형 게임에서, 상대방이 어떠한 전략을 선택하는지와 관계없이 자신의 보수를 더욱 크게 만드는 전략을 말한다. 우월전략의 짝을 우월전략균형이라고 한다. 우월전략균형은 내쉬 균형이며, 게임에서 유일한 균형이 된다. 모든 게임에서 우월전략이 존재하는 것은 아니다.

## 설명
우월전략에는 강한 우월전략과 약한 우월전략이 있다. 게임의 한 참가자에게 전략 A와 전략 B가 존재한다고 하자. 상대방이 어떤 전략을 선택하는지와 관계없이 전략 A가 전략 B보다 언제나 많은 보수를 가져다줄 경우, 전략 A는 강한 우월전략이다. 만약 전략 A의 보수가 전략 B의 보수보다 크게 되는 상대방의 전략이 하나 이상 존재하고, 상대방의 나머지 전략들에 대해 전략 A의 보수가 전략 B의 보수보다 크거나 같다면, 이 때 전략 A는 약한 우월전략이 된다.

## 수학적 설명
참가자 {\displaystyle i}를 제외한 나머지 참가자의 전략을 {\displaystyle s_{-i}\in S_{-i}}라고 할 때, 참가자 {\displaystyle i}에 있어 다음의 조건이 만족될 경우 전략 {\displaystyle s^{*}\in S_{i}}는 나머지 전략 {\displaystyle s^{\prime }\in S_{i}}에 대해 약한 우월전략이 된다.
{\displaystyle \forall s_{-i}\in S_{-i}\left[u_{i}(s^{*},s_{-i})\geq u_{i}(s^{\prime },s_{-i})\right]} (단, 부등호가 최소 한 번은 성립해야 함)
한편, 다음의 조건이 만족될 경우 전략 {\displaystyle s^{*}}는 나머지 전략 {\displaystyle s^{\prime }}에 대해 강한 우월전략이 된다.
{\displaystyle \forall s_{-i}\in S_{-i}\left[u_{i}(s^{*},s_{-i})>u_{i}(s^{\prime },s_{-i})\right]}

## 우월전략의 예
게임의 한 참가자에게 우월전략이 존재할 경우, 그 참가자는 우월전략을 선택한다. 우월전략 이외 전략을 선택하는 것은 비합리적이기 때문이다. 만일 양 참가자 모두가 우월전략을 가진다면 이 때의 균형은 우월전략균형이며 유일한 내쉬균형이다. 하지만 내쉬균형이 항상 파레토 최적인 것은 아니다. 흔히 알려져 있는 죄수의 딜레마는 파레토 비효율적인 우월전략균형의 대표적 사례이다.
오른쪽 표에서 균형 (A,A)는 우월전략균형이며, 이 때의 보수는 (3,3)이다. 우월전략균형 (A,A)는 내쉬균형이기 때문에 두 참가자는 전략 A에서 벗어날 유인이 없다. 하지만 이 균형에서의 보수 (3,3)은 두 참가자 모두 전략 B를 선택했을 때 얻게 되는 보수 (6,6)보다 각각 낮다.